# Bad Liebenstein (Gemeinde)

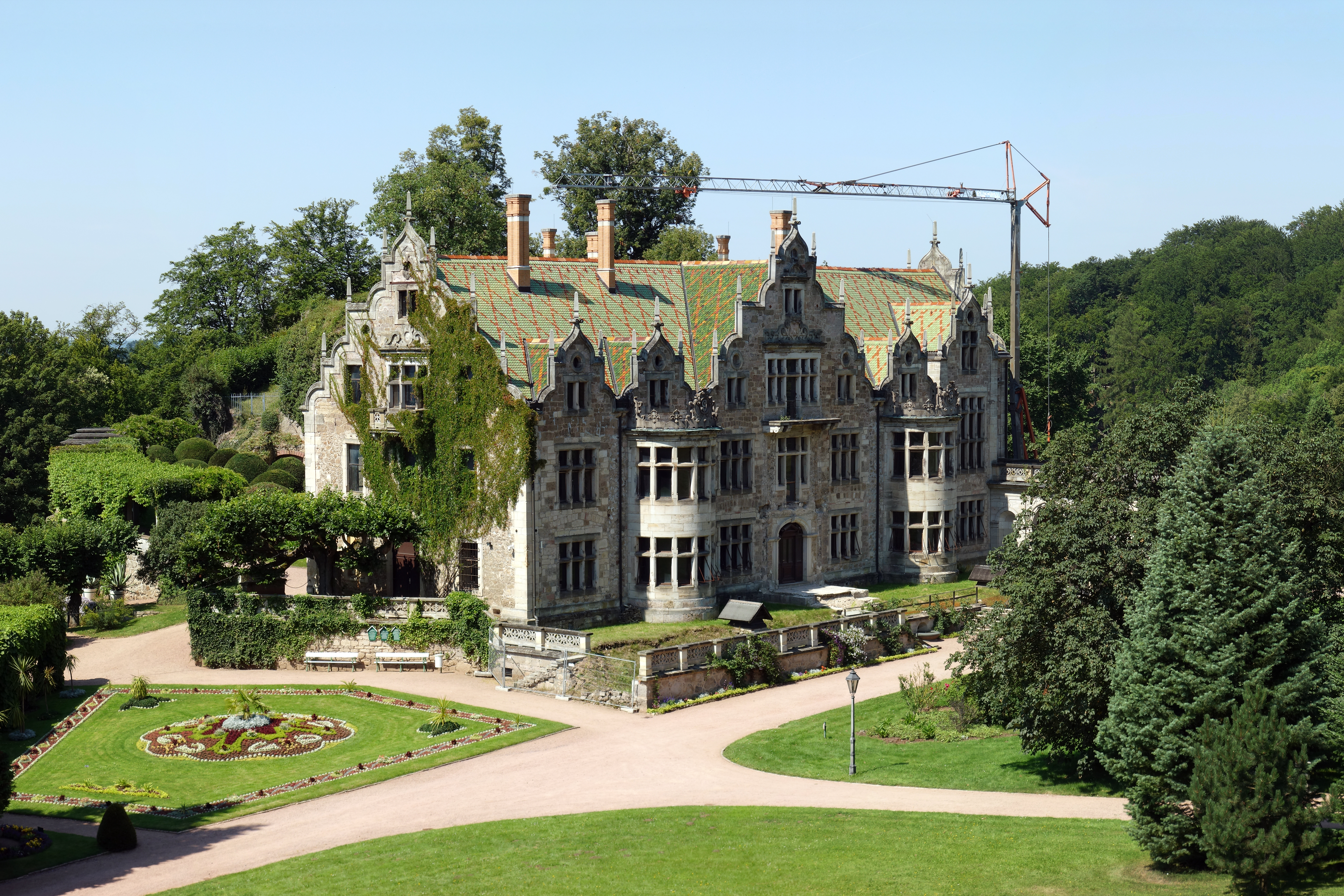
Schloss Altenstein

Bad Liebenstein ist eine Kleinstadt im Wartburgkreis in Thüringen. Sie wurde am 31. Dezember 2012 durch Auflösung der bis dahin eigenständigen Gemeinden Bad Liebenstein, Schweina und Steinbach neu gebildet.

## Geographische Lage
Bad Liebenstein befindet sich im nordwestlichen Bereich des Thüringer Waldes. In der naturräumlichen Gliederung wird dieser Teil als Ruhlaer Thüringer Wald bezeichnet, der zum Brotteroder Thüringer Wald übergeht. Eingerahmt in einer kesselartigen Tallage von Aschenberg (452 m), Antoniusberg (395 m) und Heidelberg (400 m) im Salzunger Werrabergland, steigen die Höhen zum Rennsteig hin bis zur Birkenheide (717 m), zum Gerberstein (728 m) und zum Großen Weißenberg (746 m) an.
Zur Bestimmung der Höhe wird die Lage des ehemaligen Bahnhofes herangezogen. Dieser liegt bei 344 m. Der tiefste Punkt der Gemeinde liegt bei Meimers mit 267 m, während der höchste Punkt sich am Großen Weißenberg befindet.
Größere Städte wie Eisenach im Norden, Meiningen im Süden sind etwa 30 Kilometer entfernt. Etwa 15 Kilometer entfernt befinden sich Bad Salzungen im Westen und Schmalkalden im Südosten. Die Thüringer Landeshauptstadt Erfurt ist etwa 60 Kilometer nordöstlich entfernt.

### Klima
|                       | Jan  | Feb  | Mär  | Apr  | Mai  | Jun  | Jul  | Aug  | Sep  | Okt  | Nov  | Dez  |   |       |
| Mittl. Tagesmax. (°C) | 1    | 3    | 7    | 12   | 17   | 20   | 22   | 22   | 17   | 11   | 5    | 1    | ⌀ | 11,5  |
| Mittl. Tagesmin. (°C) | −2   | −2   | 0    | 4    | 8    | 11   | 12   | 13   | 9    | 5    | 1    | −2   | ⌀ | 4,8   |
|                       |      |      |      |      |      |      |      |      |      |      |      |      |   |       |
| Niederschlag (mm)     | 55,1 | 45,2 | 42,9 | 45,6 | 55,0 | 60,6 | 81,3 | 62,0 | 60,8 | 55,7 | 57,0 | 58,5 | Σ | 679,7 |

| −2 |

| −2 |

| 0 |

| 4 |

| 8 |

| 11 |

| 12 |

| 13 |

| 9 |

| 5 |

| 1 |

| −2 |

| −2 |

| −2 |

| 0 |

| 4 |

| 8 |

| 11 |

| 12 |

| 13 |

| 9 |

| 5 |

| 1 |

| −2 |

| N i e d e r s c h l a g | 55,1 | 45,2 | 42,9 | 45,6 | 55,0 | 60,6 | 81,3 | 62,0 | 60,8 | 55,7 | 57,0 | 58,5 |
|                         | Jan  | Feb  | Mär  | Apr  | Mai  | Jun  | Jul  | Aug  | Sep  | Okt  | Nov  | Dez  |

„Die Stadt befindet sich in einer kesselartigen Tallage, deren umgebende Berge im Osthalbraum bis ca. 450 m ü. NN ansteigen. Großklimatisch gehört Bad Liebenstein zum Mitteldeutschen Berg- und Hügellandklima, das im Nordosten in das deutsche Mittelgebirgsklima übergeht. Der Jahresniederschlag liegt im Mittel bei 730 Millimeter. Beim Vorhandensein feuchter Luftmassen und südwestlicher Winde gelangt die Stadt in das Staugebiet des Thüringer Waldes mit trübem, regnerischem Wetter. Bei nordöstlicher Luftzufuhr machen sich Föhneinflüsse bemerkbar. Am häufigsten tritt Schönwetter auf (32 % des Jahres), gefolgt von Schauerwetter (26 %), Schlechtwetter (23 %) und Eintrübung (19 %). Sommertage wurden 21 mal pro Jahr gezählt, Heiße Tage durchschnittlich drei. Insgesamt bietet Bad Liebenstein milde bis sehr milde klimatische Reize. In der kalten Jahreszeit sind die Klimareize stärker, jedoch sorgt hier der Windschutz der Tallage, dass ausgesprochen kalte Tage nur zu einem Drittel auftreten. Während klarer, ruhiger Nächte kommt es zur Entstehung eines Kaltluftsees, dessen Abflussmöglichkeiten durch das Grumbachtal sehr gering sind. Allerdings kommt es gelegentlich auch nachts zur Zerstörung des Kaltluftsees durch vom Thüringer Wald talwärts wehende Winde.“

### Stadtgliederung

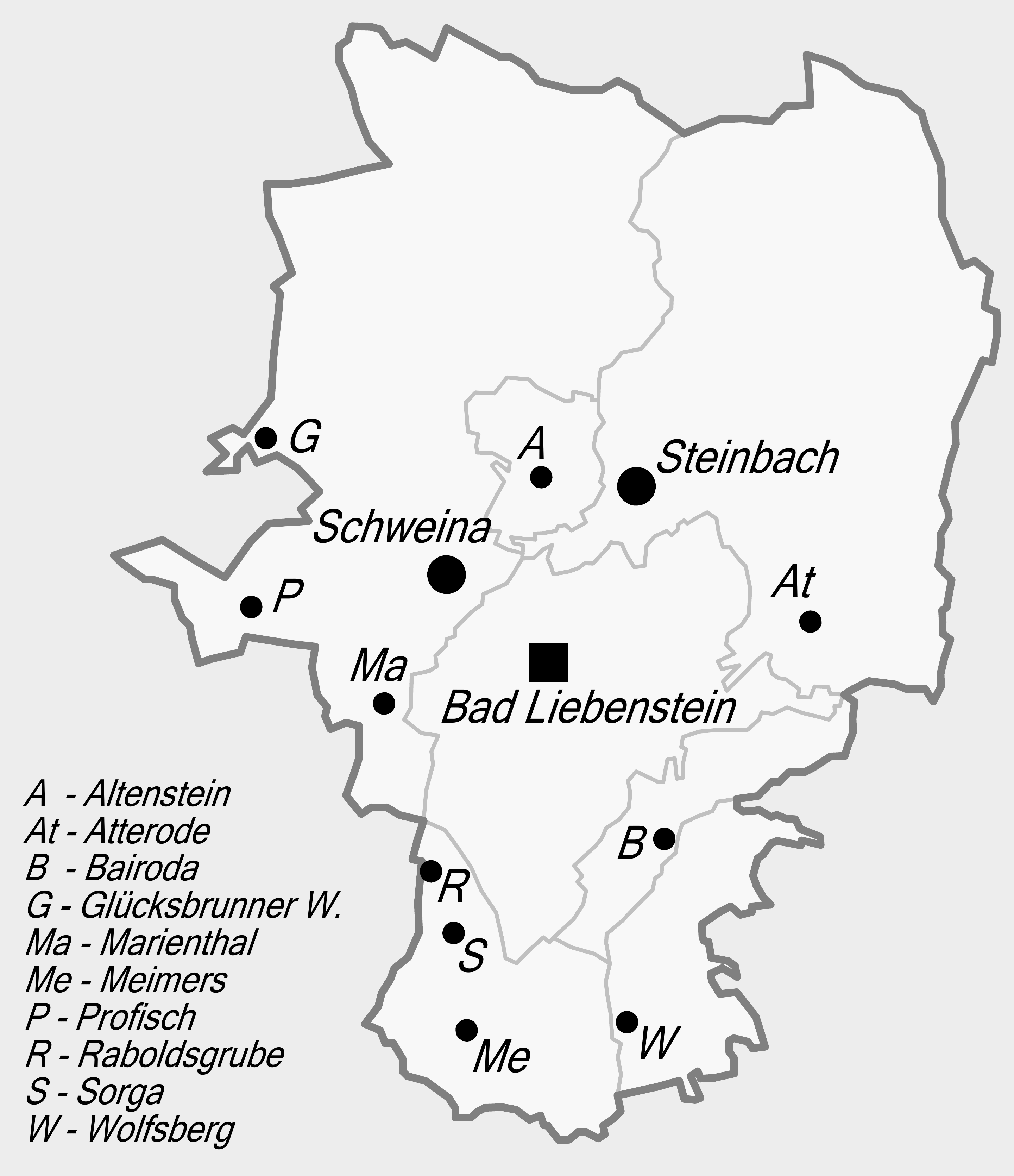
Stadtgliederung

Die Stadt gliedert sich in die Ortsteile Bad Liebenstein, Schweina, Steinbach, Meimers und Bairoda, wobei Bad Liebenstein, Meimers und Bairoda eine gemeinsame Ortsteilverfassung erhalten.
Zum Ortsteil Bad Liebenstein gehören die Siedlungen Raboldsgrube, Sorga, Wolfsberg und Altenstein. Zum Ortsteil Schweina gehören die Kleinsiedlungen und Siedlungsteile Glücksbrunner Werke, Profisch, Marienthal und Glücksbrunn, zu Steinbach die Kleinsiedlung Atterode.

### Nachbargemeinden
Mit der Gemeindefusion zum 1. Januar 2013 hat die Stadt folgende Nachbargemeinden im Uhrzeigersinn im Südwesten beginnend: Barchfeld-Immelborn, Bad Salzungen und Ruhla im Wartburgkreis sowie Brotterode-Trusetal und Breitungen/Werra im Landkreis Schmalkalden-Meiningen.
| Bad Salzungen, OT Etterwinden     | Ruhla                                       | Brotterode-Trusetal, OT Brotterode |
| Bad Salzungen, OT Gumpelstadt     | Kompassrose, die auf Nachbargemeinden zeigt | Brotterode-Trusetal, OT Laudenbach |
| Barchfeld-Immelborn, OT Barchfeld | Breitungen                                  | Brotterode-Trusetal, OT Trusetal   |

## Geschichte
Die Entwicklung der Orte Schweina, Steinbach und Liebenstein als Altensteiner Oberland ist eng miteinander verknüpft.
Bereits am 1. Oktober 1923 erfolgte erstmals die Gründung einer Großgemeinde Bad Liebenstein durch den Zusammenschluss von Bad Liebenstein, Bairoda, Steinbach, Marienthal und Schweina, die bereits im Juli 1924 wieder aufgelöst wurde. Vom 1. Juli 1950 an gehörten Bairoda und Schweina erneut zur Gemeinde Bad Liebenstein, in dieser Zeit hieß Schweina postamtlich Bad Liebenstein 2. Diese existierte bis zum 31. März 1974. Am 1. April 1974 wurde Schweina wieder eine selbstständige Gemeinde (lediglich der Ortsteil Altenstein mit dem gleichnamigen Schloss verblieb beim Kurort Bad Liebenstein), während Bairoda nach Meimers umgegliedert wurde. Am 13. August 1993 wurde Meimers nach Bad Liebenstein eingemeindet.
Ab 2000 gab es erneute Planungen zum Zusammenschluss von Bad Liebenstein, Schweina und Steinbach zum „Altensteiner Oberland“, welcher 2004 zunächst durch einen Bürgerentscheid in Schweina abgelehnt wurde. 2011 lehnte der Freistaat Thüringen die Bildung einer Landgemeinde aus den Gemeinden Schweina und Steinbach ohne die Einbeziehung von Bad Liebenstein ab, woraufhin am 2. November 2011 durch die Bürgermeister aller drei Gemeinden ein Vertrag über die Bildung einer Einheitsgemeinde geschlossen wurde. Mit dem Thüringer Gesetz zur freiwilligen Neugliederung kreisangehöriger Gemeinden im Jahr 2012 wurden zum 31. Dezember 2012 die Gemeinden Bad Liebenstein, Schweina und Steinbach aufgelöst und eine neue Stadt gebildet, die den Namen Bad Liebenstein trägt.

### Einwohnerentwicklung
| 2012  | 2013  | 2014  | 2015  | 2016  | 2017  | 2018  | 2019  | 2020  | 2021  | 2022  | 2023  |
| ----- | ----- | ----- | ----- | ----- | ----- | ----- | ----- | ----- | ----- | ----- | ----- |
| 7.971 | 7.874 | 7.877 | 7.898 | 7.884 | 7.777 | 7.786 | 7.748 | 7.665 | 7.700 | 7.735 | 7.697 |

## Politik

### Bürgermeisterin
Am 29. September 2024 wählten die Bürger der Stadt Bad Liebenstein Susanne Rakowski (CDU) mit 96,9 Prozent bei einer Wahlbeteiligung von 28,1 Prozent zur hauptamtlichen Bürgermeisterin.

#### Ehemaliger Bürgermeister
Bei der ersten Bürgermeisterwahl nach der Gemeindeneubildung am 10. März 2013 traten der frühere Bürgermeister von Bad Liebenstein, Michael Brodführer (damals parteilos für die CDU), und der frühere Bürgermeister von Schweina, Jürgen Holland-Nell (SPD), gegeneinander an. Michael Brodführer gewann die Wahl deutlich mit 70,1 % der Stimmen. Bei der Bürgermeisterwahl am 6. Januar 2019 wurde Brodführer mit 68,8 % der Stimmen wiedergewählt. Da Brodführer am 26. Mai 2024 zum Landrat des Wartburgkreises gewählt wurde und er dieses Amt am 1. Juli 2024 antrat, war das Bürgermeisteramt anschließend für einige Monate vakant.

### Stadtrat
Die Stadtratswahl am 26. Mai 2024 führte zu folgender Verteilung der 20 Sitze im Stadtrat (mit Vergleichszahlen der vorigen Wahl):
| Parteien und Wählergemeinschaften | Parteien und Wählergemeinschaften                          | % 2024 | Sitze 2024 |        | % 2019 | Sitze 2019 | Stadtratswahl 2024Wahlbeteiligung: 61,5 % (2019: 56,0 %) %6050403020100 50,0 %6,3 %26,6 %10,5 %n. k. %6,6 % CDUSPDFWGLinkeGrüneFDPGewinne und Verlusteim Vergleich zu 2019 %p 12 10 8 6 4 2 0 −2 −4 −6 −8+1,4 %p−1,8 %p+11,1 %p−4,3 %p−6,3 %p−0,2 %pCDUSPDFWGLinkeGrüneFDP |
| CDU                               | Christlich Demokratische Union Deutschlands                | 50,0   | 10         | 48,6   | 10     |            | Stadtratswahl 2024Wahlbeteiligung: 61,5 % (2019: 56,0 %) %6050403020100 50,0 %6,3 %26,6 %10,5 %n. k. %6,6 % CDUSPDFWGLinkeGrüneFDPGewinne und Verlusteim Vergleich zu 2019 %p 12 10 8 6 4 2 0 −2 −4 −6 −8+1,4 %p−1,8 %p+11,1 %p−4,3 %p−6,3 %p−0,2 %pCDUSPDFWGLinkeGrüneFDP |
| SPD                               | Sozialdemokratische Partei Deutschlands                    | 6,3    | 1          | 8,1    | 2      |            | Stadtratswahl 2024Wahlbeteiligung: 61,5 % (2019: 56,0 %) %6050403020100 50,0 %6,3 %26,6 %10,5 %n. k. %6,6 % CDUSPDFWGLinkeGrüneFDPGewinne und Verlusteim Vergleich zu 2019 %p 12 10 8 6 4 2 0 −2 −4 −6 −8+1,4 %p−1,8 %p+11,1 %p−4,3 %p−6,3 %p−0,2 %pCDUSPDFWGLinkeGrüneFDP |
| FWG                               | Freie Wählergemeinschaft Bad Liebenstein                   | 26,6   | 6          | 15,5   | 3      |            | Stadtratswahl 2024Wahlbeteiligung: 61,5 % (2019: 56,0 %) %6050403020100 50,0 %6,3 %26,6 %10,5 %n. k. %6,6 % CDUSPDFWGLinkeGrüneFDPGewinne und Verlusteim Vergleich zu 2019 %p 12 10 8 6 4 2 0 −2 −4 −6 −8+1,4 %p−1,8 %p+11,1 %p−4,3 %p−6,3 %p−0,2 %pCDUSPDFWGLinkeGrüneFDP |
| LINKE                             | Die Linke                                                  | 10,5   | 2          | 14,8   | 3      |            | Stadtratswahl 2024Wahlbeteiligung: 61,5 % (2019: 56,0 %) %6050403020100 50,0 %6,3 %26,6 %10,5 %n. k. %6,6 % CDUSPDFWGLinkeGrüneFDPGewinne und Verlusteim Vergleich zu 2019 %p 12 10 8 6 4 2 0 −2 −4 −6 −8+1,4 %p−1,8 %p+11,1 %p−4,3 %p−6,3 %p−0,2 %pCDUSPDFWGLinkeGrüneFDP |
| GRÜNE                             | Bündnis 90/Die Grünen                                      | –      | –          | 6,3    | 1      |            | Stadtratswahl 2024Wahlbeteiligung: 61,5 % (2019: 56,0 %) %6050403020100 50,0 %6,3 %26,6 %10,5 %n. k. %6,6 % CDUSPDFWGLinkeGrüneFDPGewinne und Verlusteim Vergleich zu 2019 %p 12 10 8 6 4 2 0 −2 −4 −6 −8+1,4 %p−1,8 %p+11,1 %p−4,3 %p−6,3 %p−0,2 %pCDUSPDFWGLinkeGrüneFDP |
| FDP/BVB*                          | Freie Demokratische Partei / Bürgerverein Bad Liebenstein* | 6,6    | 1          | 6,8    | 1      |            | Stadtratswahl 2024Wahlbeteiligung: 61,5 % (2019: 56,0 %) %6050403020100 50,0 %6,3 %26,6 %10,5 %n. k. %6,6 % CDUSPDFWGLinkeGrüneFDPGewinne und Verlusteim Vergleich zu 2019 %p 12 10 8 6 4 2 0 −2 −4 −6 −8+1,4 %p−1,8 %p+11,1 %p−4,3 %p−6,3 %p−0,2 %pCDUSPDFWGLinkeGrüneFDP |
| Gesamt                            | Gesamt                                                     | 100    | 20         | 100    | 20     |            | Stadtratswahl 2024Wahlbeteiligung: 61,5 % (2019: 56,0 %) %6050403020100 50,0 %6,3 %26,6 %10,5 %n. k. %6,6 % CDUSPDFWGLinkeGrüneFDPGewinne und Verlusteim Vergleich zu 2019 %p 12 10 8 6 4 2 0 −2 −4 −6 −8+1,4 %p−1,8 %p+11,1 %p−4,3 %p−6,3 %p−0,2 %pCDUSPDFWGLinkeGrüneFDP |
| Wahlbeteiligung                   | Wahlbeteiligung                                            | 61,5 % | 61,5 %     | 56,0 % | 56,0 % |            | Stadtratswahl 2024Wahlbeteiligung: 61,5 % (2019: 56,0 %) %6050403020100 50,0 %6,3 %26,6 %10,5 %n. k. %6,6 % CDUSPDFWGLinkeGrüneFDPGewinne und Verlusteim Vergleich zu 2019 %p 12 10 8 6 4 2 0 −2 −4 −6 −8+1,4 %p−1,8 %p+11,1 %p−4,3 %p−6,3 %p−0,2 %pCDUSPDFWGLinkeGrüneFDP |

* 2024 nur FDP
Im Stadtrat stimmberechtigt ist zusätzlich der Bürgermeister.

### Wahlergebnisse
Quelle der Wahlergebnisse für die Stadt Bad Liebenstein ist der Landeswahlleiter Thüringens.
| Partei           | Bundestag 2013                                        | Bundestag 2017 | Bundestag 2021 |        | Landtag 2014 | Landtag 2019 | Landtag 2024 |
| ---------------- | ----------------------------------------------------- | -------------- | -------------- | ------ | ------------ | ------------ | ------------ |
| CDU              | 38,7 %                                                | 29,1 %         | 16,9 %         | 37,1 % | 26,3 %       | 26,8 %       |              |
| Die Linke        | 23,1 %                                                | 17,3 %         | 11,4 %         | 29,7 % | 26,3 %       | 13,1 %       |              |
| SPD              | 19,3 %                                                | 15,1 %         | 27,6 %         | 11,9 % | 6,9 %        | 4,1 %        |              |
| AfD              | 5,3 %                                                 | 22,1 %         | 24,1 %         | 9,1 %  | 22,2 %       | 35,5 %       |              |
| Grüne            | 4,0 %                                                 | 3,3 %          | 4,6 %          | 3,5 %  | 3,5 %        | 1,5 %        |              |
| NPD              | 3,7 %                                                 | 1,4 %          | 0,3 %          | 4,3 %  | 0,5 %        | –            |              |
| FDP              | 1,9 %                                                 | 6,7 %          | 7,5 %          | 1,9 %  | 3,2 %        | 1,0 %        |              |
| Piraten          | 1,8 %                                                 | 0,4 %          | 0,2 %          | 0,8 %  | 0,1 %        | 0,2 %        |              |
| Freie Wähler     | 1,5 %                                                 | 2,0 %          | 2,1 %          | 1,3 %  | –            | 1,0 %        |              |
| Die PARTEI       | –                                                     | –              | 0,9 %          | 0,3 %  | 0,7 %        | –            |              |
| diebasis         | –                                                     | –              | 2,2 %          | –      | –            | –            |              |
| Tierschutzpartei | –                                                     | –              | 1,2 %          | –      | 1,2 %        | 0,9 %        |              |
| BSW              | –                                                     | –              | –              | –      | –            | 15,0 %       |              |
| Sonstige         | –                                                     | –              | 0,8 %          | –      | 1,8 %        | 0,8 %        |              |
|                  | Nach Anzahl der gültigen Zweitstimmen / Landesstimmen |                |                |        |              |              |              |

### Städtepartnerschaften
Partnerstädte Bad Liebensteins sind seit 1990 Melsungen in Hessen und seit 1992 Tréon in der französischen Region Centre-Val de Loire.

### Wappen
Das Wappen wurde am 26. Januar 2015 durch das Thüringer Landesverwaltungsamt genehmigt.
Blasonierung: „In Rot ein silberner, golden nimbierter Heiliger, Gewand und Ärmelaufschläge grün bordiert, in der Rechten einen grünen Palmzweig haltend, die Linke auf einen silbernen Rost gestützt.“
Das Wappen wurde vom Kommunalheraldiker Jörg Mantzsch gestaltet. Es zeigt den Heiligen Laurentius, der Schutzpatron der Schweinaer Kirche ist. Mit ihm verbinden sich Attribute wie Standhaftigkeit, Volksverbundenheit und Nächstenliebe. Über Jahrhunderte waren die heute zur Stadt gehörenden Orte mit dem Sprengel der Laurentiuskirche verbunden, dessen Bild in mehreren Siegeln verwendet wurde. Mit Bildung der Einheitsgemeinde übernahm die Stadt von Bald Liebenstein den Namen, von Schweina das Wappensymbol des Laurentius.

## Kultur und Sehenswürdigkeiten

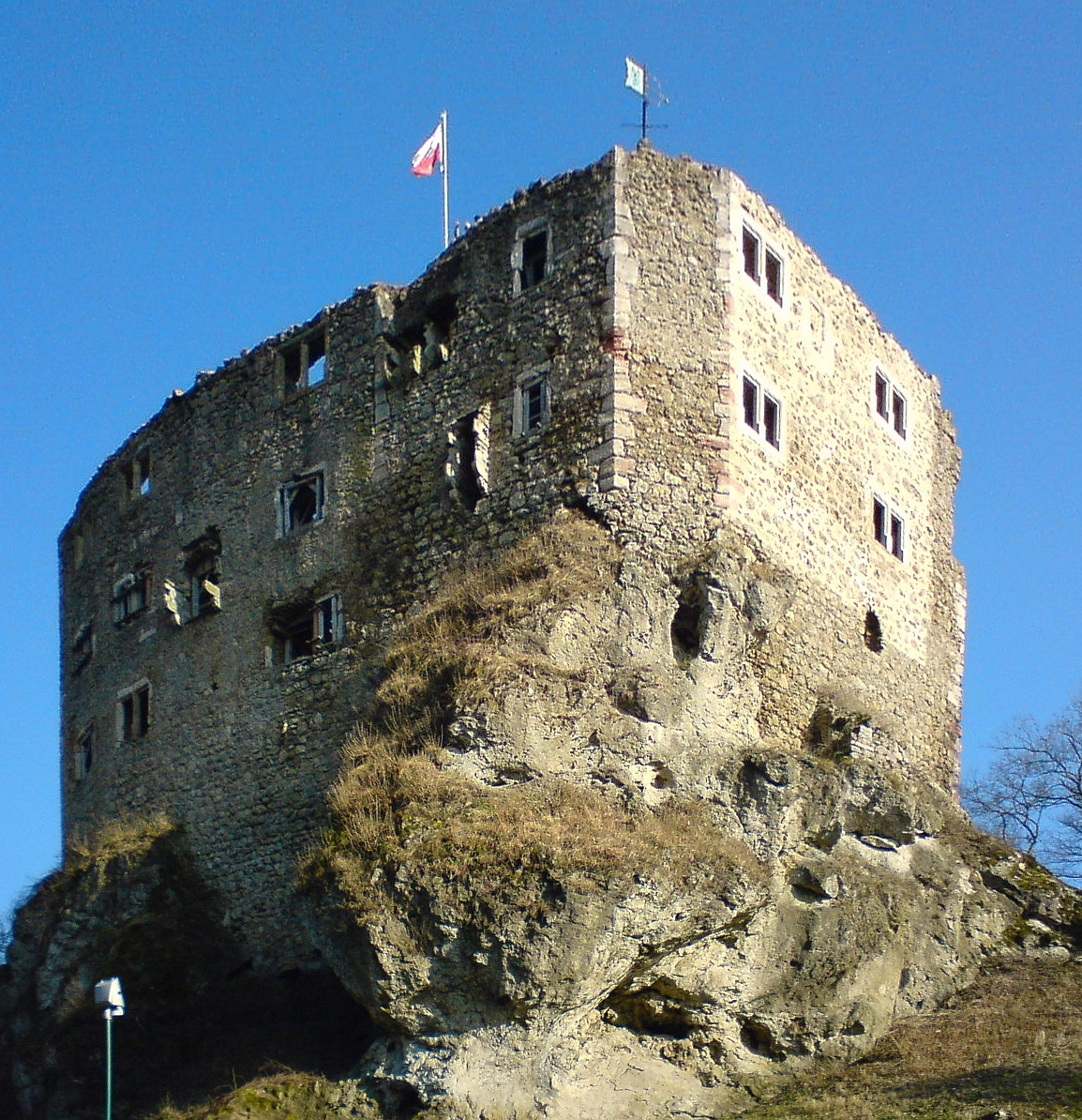
Burgruine Liebenstein

### Sehenswürdigkeiten
- Friedenskirche
- Schloss Altenstein
- Burg Liebenstein
- Marienthaler Schlösschen
- Schloss Glücksbrunn
- Altensteiner Höhle
- Tierpark Bad Liebenstein
- Lutherdenkmal
- historisches Postamt
- Flächennaturdenkmal Felsentheater Bad Liebenstein
- Barockkirche Steinbach von 1736 mit Bergfriedhof

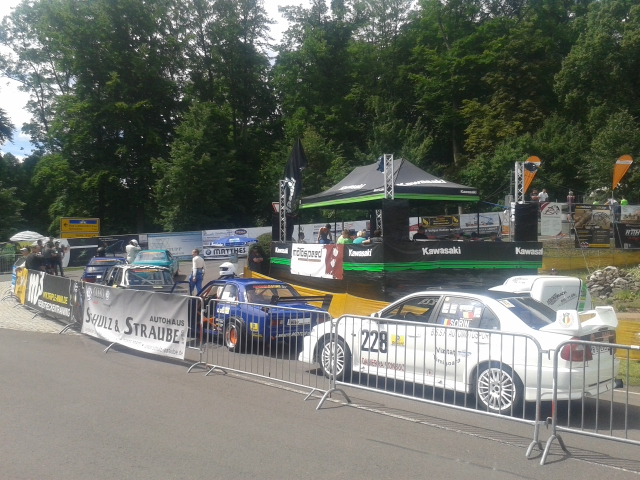
Glasbachrennen 2017, Startbereich

- 1000-jährige Linde in Bairoda

### Sport
Überregional bekannt ist das seit 2011 jährlich stattfindende Glasbachrennen, das oberhalb des Ortsteiles Steinbach über 5,5 km und 260 m Höhenunterschied bis zum Rennsteig hinauf gefahren wird und sich als Deutschlands längste Bergrennstrecke etabliert hat.
Der mitgliederstärkste Sportverein der Stadt ist der SV Medizin Bad Liebenstein, der vor allem für seine Volleyballabteilung bekannt ist. Diese richtet alljährlich am letzten Wochenende vor den Thüringer Sommerferien das Otto-Scharfenberg-Gedenkturnier für Aktive und Nichtaktive aus.
Die SG Glücksbrunn Schweina ist der bedeutendste Fußballverein der Stadt; er spielt derzeit (Saison 2022/23) in der sechstklassigen Thüringenliga.
Größte Sportanlage und künftige Heimstätte der SG Glücksbrunn ist das 2022 eröffnete Parkstadion am nordwestlichen Rand der Kernstadt. Diese löst die Sportplätze in den Ortsteilen Schweina und Steinbach ab. 
Im Ortsteil Steinbach befindet sich eine 1934 eingeweihte, inzwischen stillgelegte Skischanzen-Anlage.

### Kultur
Unter der Trägerschaft der Stiftung LandCampus, wurde in Schweina 2023 das gemeinnützige Kulturzentrum Maßstabwerk eröffnet. Die ehemalig alte Fabrikhalle bietet heute einen Raum für Soziales, Events und kreative Räume. Das Maßstabwerk stammt von dem bekannten deutschen Architekt Karl Behlert.

## Wirtschaft und Infrastruktur

### Gewerbe und Industrie
Historisch war im Gebiet der heutigen Einheitsgemeinde, vor allem um Steinbach und Atterode, der Bergbau von Bedeutung, mit welchem sich auch eine Besteck- und Schleifwarenindustrie entwickelte, die in Steinbach bis heute in begrenztem Umfang Bestand hat. Industrieansiedlungen des 19. und 20. Jahrhunderts, vor allem in Bad Liebenstein (Leuchtmittelwerk), Schweina (Pfeifen- und Holzwerkzeugfabrik) und Marienthal (Metallverarbeitende Industrie) wurden bis Ende des 20. Jahrhunderts zum größten Teil stillgelegt und die meisten Betriebsstätten zu Beginn des 21. Jahrhunderts abgerissen. Die Stadt ist heute vor allem touristisch geprägt, der Stadtteil Bad Liebenstein ist als Kurstandort bedeutsam.

### Bildung
Im Gemeindegebiet befinden sich drei Kindergärten, zwei Grundschulen und die staatliche Regelschule „Altensteiner Oberland“. Die TÜV-Akademie Altenstein bietet Lehrgänge und Kurse in der Erwachsenenqualifizierung. Die beiden nächstgelegenen Gymnasien sind seit der Schließung des Herzog-Georg-Gymnasiums in Bad Liebenstein im Jahr 2007 das Albert-Schweitzer-Gymnasium in Ruhla und das Gymnasium in Bad Salzungen.

### Verkehr
Die Bundesautobahn 4 führt nördlich am Thüringer Wald vorbei. Die nächsten Abfahrten, um Bad Liebenstein zu erreichen, sind Waltershausen und Sättelstädt. Die beiden Bundesstraßen 19 und 62 führen bei Barchfeld an der Gemeinde vorbei und sind somit schon nach wenigen Kilometern Landstraße zu erreichen.
Regelmäßige Linienbusverbindungen gibt es zwischen Bad Liebenstein und Eisenach (über Gumpelstadt), nach Bad Salzungen (über Barchfeld-Immelborn) sowie über Trusetal nach Brotterode. Innerhalb des Stadtgebietes verkehren drei Linien des Verkehrsunternehmen Wartburgmobil verstärkt durch den Regionalbus:
| Linie | Linienweg                                                                                  | Betreiber | Takt Mo–Fr | Takt Sa      | So/Ftg       |
| ----- | ------------------------------------------------------------------------------------------ | --------- | ---------- | ------------ | ------------ |
| 41    | H.-M.-Klinik – Steinbach – Altenstein – Schweina – ZOB – H.-M.-Klinik                      | VUW       | 60–120'    | 60–120'      | 60–120'      |
| 42    | H.-M.-Klinik – Bairoda – Meimers – ZOB – H.-M.-Klinik                                      | VUW       | 120'       | kein Verkehr | kein Verkehr |
| 43    | H.-M.-Klinik – Ortsverkehr – ZOB                                                           | VUW       | 13 Kurse   | kein Verkehr | kein Verkehr |
| 190   | (Eisenach –) Schweina – ZOB – H.-M.-Klinik – ZOB – Marienthal (– Bad Salzungen) und zurück | VUW       | 60'        | 60–120'      | 120'         |

Nachdem der Verkehr auf der Bahnstrecke Immelborn–Steinbach 1968 eingestellt worden ist, sind die nächstgelegenen Bahnstationen der Bahnhof Immelborn an der Werrabahn und der Bahnhof Eisenach an der Thüringer Bahn. Eisenach besitzt einen ICE-Systemhalt, so dass von dort aus stündlich deutschlandweite Verbindungen gegeben sind.

### Wasser und Abwasser
Die Wasserver- und Abwasserentsorgung wird durch den Wasser- und Abwasserverband Bad Salzungen sichergestellt. Dieser betreibt in Schweina eine Trinkwasseraufbereitungsanlage und in Meimers eine Kläranlage, an der weite Teile des Stadtgebietes angeschlossen sind.